# سیاه سیاه (سیروان)
سیاه سیاه، روستایی در دهستان رودبار بخش مرکزی شهرستان سیروان در استان ایلام ایران است.
نامگذاری این روستا برگرفته از سیاه سیاه اسلام آباد غرب در کرمانشاه است، مردی به نام الله ویس پدر هفده پسر این محدوده را با نام زیستگاهش در اسلام آباد نامگذاری می‌کند به نسبت فامیلی با اقوامی از ایل زنگنه و ملکشاهی عده‌ای از آن اقوام نیز به مردم این روستا ملحق میشوند.
قبل از انقلاب ایران مردان این روستا در فصول غیر کشاورزی در بغداد مشغول کار می‌شدند و به همین دلیل جمعیتی از مردم این روستا هم‌کنون در بغداد و سایر شهرهای عراق زندگی می‌کنند.امروزه بیش از نود درصد مردم روستا در تهران زندگی می‌کنند، غیر از آنهایی که ساکن عراقند.شغل مردم حاضر در این روستا کشاورزی و دامداری است، دین مردم این روستا اسلام است و به زبان کردی کلهری تکلم می کنند.

## جمعیت
بر پایه سرشماری عمومی نفوس و مسکن در سال ۱۳۹۵، جمعیت این روستا برابر با ۸۰ نفر (۲۳ خانوار) بوده است.